# 高氏華燈魚
高氏華燈鱼（学名：Lepidophanes gaussi）为輻鰭魚綱燈籠魚目灯笼鱼科的其中一種。分布于東大西洋海域，為深海魚類，棲息深度0-850公尺，體長可達5公分。

## 扩展阅读
維基物種上的相關：高氏華燈燈鱼